# Ebberup
Ebberup – miasto w Danii, w regionie Dania Południowa, w gminie Assens.